# Kittavara, Belur
Kittavara là một làng thuộc tehsil Belur, huyện Hassan, bang Karnataka, Ấn Độ.